# Терти
Терти (чечен. Терттие)— башенное селение в горной исторической области Малхиста, ныне историко-архитектурный комплекс развалин. Современная локализация — Итум-Калинский (и Галанчожский) район Чеченской Республики, РФ. Существовало с периода не позднее XVI—XVII веков; в 1944 году жители выселены при выселении чеченцев в Среднюю Азию, с тех пор заброшено; в ходе Второй чеченской войны в зоне действия одной из спецопераций, с 2000 года здесь находится одноимённая погранзастава.
Родовой аул общества Тертхой в составе малхистинцев. Архитектурный памятник истории и культуры СССР, в наши дни памятник регионального значения в Чеченской республике, частично реставрируется.

## Название
В русскоязычной научной и научно-популярной литературе, документах, прессе и соцсетях, чеченское название «Терти» разные авторы могут приводить по-разному — указывая основу Терт с различными окончаниями -е, -его, -и, -ие, -тие (см. § Варианты орфографии ойконима). Власти Чеченской Республики в 2020 году ввели закон, согласно которому должно произойти закрепление за населёнными пунктами Чеченской Республики названий на чеченском языке в целях обеспечения их единообразного и устойчивого применения.
В данной статье для русского написания ойконима принят вариант «Терти», согласно паспортизации памятника представителем Минкульта РСФСР (в подчинении Минкульта СССР) 3 сентября 1985 года и АГКГН федеральной информационной системы Росреестра РФ по состоянию на 17 декабря 2021 года (создан и ведётся ЦНИИГАиК в составе ФГБУ «Центр геодезии, картографии и ИПД»). Вайнахский вариант написания для ойконима — Терттие, предложил чеченский исследователь-краевед, педагог и народный поэт А. С. Сулейманов в 1976 году в 1-й части своей работы «Топонимия Чечено-Ингушетии».

### Варианты орфографии ойконима
| Орфография в русском языке | Орфография в чеченском языке | Упоминание ойконима в источниках                                   | Упоминание ойконима в источниках           | Упоминание ойконима в источниках |
| -------------------------- | ---------------------------- | ------------------------------------------------------------------ | ------------------------------------------ | -------------------------------- |
| Терта                      | —                            | сайт-фотопроект                                                    | Берсаев А. А., Агиров Т.                   | 2016                             |
| Терте                      | —                            | монография                                                         | Ахмадов Я. З.                              | 2009                             |
| Тертего                    | —                            | ист. документ                                                      | ЦГИА ГССР                                  | 1839                             |
| Терти                      | —                            | паспорт памятника комментарии к ист. документам официальный реестр | Минкульт РСФСР Кушева Е. Н. и др. АГКГН ЧР | 1985 1997 2021                   |
| Тертие                     | —                            | научно-популярные работы                                           | Ильясов Л. М.                              | 2004, 2009, 2014                 |
| —                          | Терттие                      | топонимический словарь                                             | Сулейманов А. С.                           | 1976                             |

## География
Остатки селения расположены в исторической области Малхиста, в районе к западу от горы Бастылам; номенклатура листа карты масштаба 1:100 000 — K-38-043. Более точная локализация — по левому берегу реки Мешехи (речное ущелье вдоль хребта Кюрелам), вверх от устья Мешехи при её впадении в Аргун. По состоянию на 17 декабря 2021 года в АГКГН федеральной информационной системы Росреестра РФ развалинам селения присвоен номер 0267572 и указываются координаты 42°45′ с. ш. и 45°12′ в. д..

## История

### Ранняя история селения (Позднее Средневековье)
Селение основано в период Позднего Средневековья, не позже XVI—XVII веков. Существует предположение, что нахские народы стали основывать селения в горах, в том числе и Терти, в период с XII по XV века. Среди чеченских исследователей высказывалась гипотеза, что издревле нахи расселялись на предгорной равнине, а вытеснение их в горы связано с завоеваниями Монгольской империи (XIII век, Поход Джэбэ и Субэдэя, Западный поход монголов), Золотой Орды (XIII—XIV века) и нашествием Тимура (кон. XIV века, война с Золотой Ордой). Чеченский учёный-этнолог Л. М. Ильясов считал, что полевые материалы позволяют реконструировать общественную жизнь после вытеснения нахов в горы, в том числе и в Терти. Например, исследователь предполагал, что совет старейшин селений мог заседать на территории некрополя в наземном склепе-святилище (нахск. кашков), а рядом могли проходить сельские сходы.
По мнению Л. М. Ильясова, в горах Чечни имеется достаточно свидетельств позволяющих предположить наличие с периода Позднего Средневековья некой сигнальной системы, объединявшая в одно целое разбросанные по горным ущельям все чеченские общества. Передача сигналов была налажена с помощью костров, обычно на башнях. Согласно исследователю, звеном этой цепи была Малхиста, где Терти, как и другие селения области, были связаны друг с другом сигналами через укрепление Коротах на вершине Кюрелам, а уже от него связь держалась с другими звеньями системы — в Майсте и Аргунском ущелье. Исходя из сложности создания такой чётко спланированной сигнальной системы, Л. М. Ильясов предполал, что она не могла быть создана разрозненными территориальными нахскими обществами, по его мнению для этого должно было существовать некое общенахское государственное образование.

### Российская империя (нач. XVIII — нач. XX вв.)
В Российской империи малхистинское селение Терти, в составе всей Малхисты и близлежащей Майсты, было включено в район Аллаго Тионетского уезда Тифлисской губернии. Административным центром Аллаго стал аул Бенесты.

### Советский период (XX в.)

Лицевая сторона амбара с резным орнаментом (Терти, фото из работы Б. Плечке, 1927—1928 гг.).

В 1927 году район Аллаго отделили от ССРГ (в составе ЗСФСР) и включили в состав Чеченской АО, с 1934 года ставшей Чечено-Ингушской АО, с 1936 года Чечено-Ингушской АССР (в составе РСФСР). Административно селение Терти вошло в Мелхистинский сельсовет в составе Галанчожского района с центром в селении Галанчож.
В конце февраля 1944 года жители селения Терти, разделив трагическую участь с другими вайнахами, были принудительно выселены советским правительством в Среднюю Азию (Казахскую и Киргизскую ССР), во многих селениях боевые и жилые башни были взорваны, а некрополи разграблены (операция «Чечевица»). ЧИАССР власти упразднили, а южная часть Галанчожского района, где находилось селение Терти, вместе с Итум-Калинским и западной частью Шаройского районов отошли Грузинской ССР, образовав Ахалхевский район. Центром нового района стало село Ахалхеви — переименованный Итум-Кали. В 1957 году ЧИАССР была восстановлена, территорию Малхисты вновь отделили от Грузии и вернули ЧИАССР, включив в Советский (будущий Шатойский) район. Вайнахам разрешили вернуться на прежние места проживания, но только не в горные районы, таким образом Терти и множество других вайнахских селений остались заброшенными. В 1990 году был восстановлен Итум-Калинский район, на территории которого теперь оказались развалины селения Терти.

### Постсоветский период (кон. XX — нач. XXI вв.)
В рамках Второй чеченской войны, с 17 декабря 1999 года по 15 февраля 2000 года, в Итум-Калинском районе и, непосредственно, в Малхисте, проходила специальная десантная операция войск Минобороны РФ, направленная против чеченских и иностранных вооружённых формирований воевавших на стороне ЧРИ (операция получила название «Итум-Калинский/Аргунский десант»). Силы РФ составляли пограничные (14-й пого), воздушно-десантные (56-й дшп) и артиллерийские (батареи «Смерчей» и 122-мм миномётов) войска. Одна из первых площадок для десантирования, в дальнейшем превращённая в базовый лагерь, находилась к югу от Терти — рядом с Цой-Педе (устье реки Мешехи при её впадении в Аргун). Полностью процесс десантирования подразделений удалось завершить к июню 2000 года выставлением пограничной заставы в развалинах Терти, её подконтрольная территория находилась на стыке с Назрановским погранотрядом.
Итум-Калинский 14 погранотряд был сформирован 20 декабря 1999 года в Тусхарое, являясь самым многочисленным в РФ (2000 бойцов). В качестве отдельной боевой единицы формирование просуществовало недолго и вошло в состав воинской части № 2132 (позднее отряд был переименован в «Аргунский»). Задачи по развёртыванию нового погранотряда в основном были выполнены к 15 марта 2000 года. На развалинах селения Терти силами бойцов была построена одноимённая 1-я пограничная застава. Старинные квадратные каменные башни, сложенные без раствора, подремонтировали и оборудовали в них казарму и штаб. Также соорудили русскую баню и пустили воду от родника в вырытый бассейн. По словам журналиста «Комсомольской правды», посетившего в июле 2001 года заставу «Терти», «моются пограничники только тогда, когда с дальних наблюдательных постов дадут добро», так как «и баня, и бассейн чудно смотрятся через оптический прицел».

## Историко-архитектурный комплекс

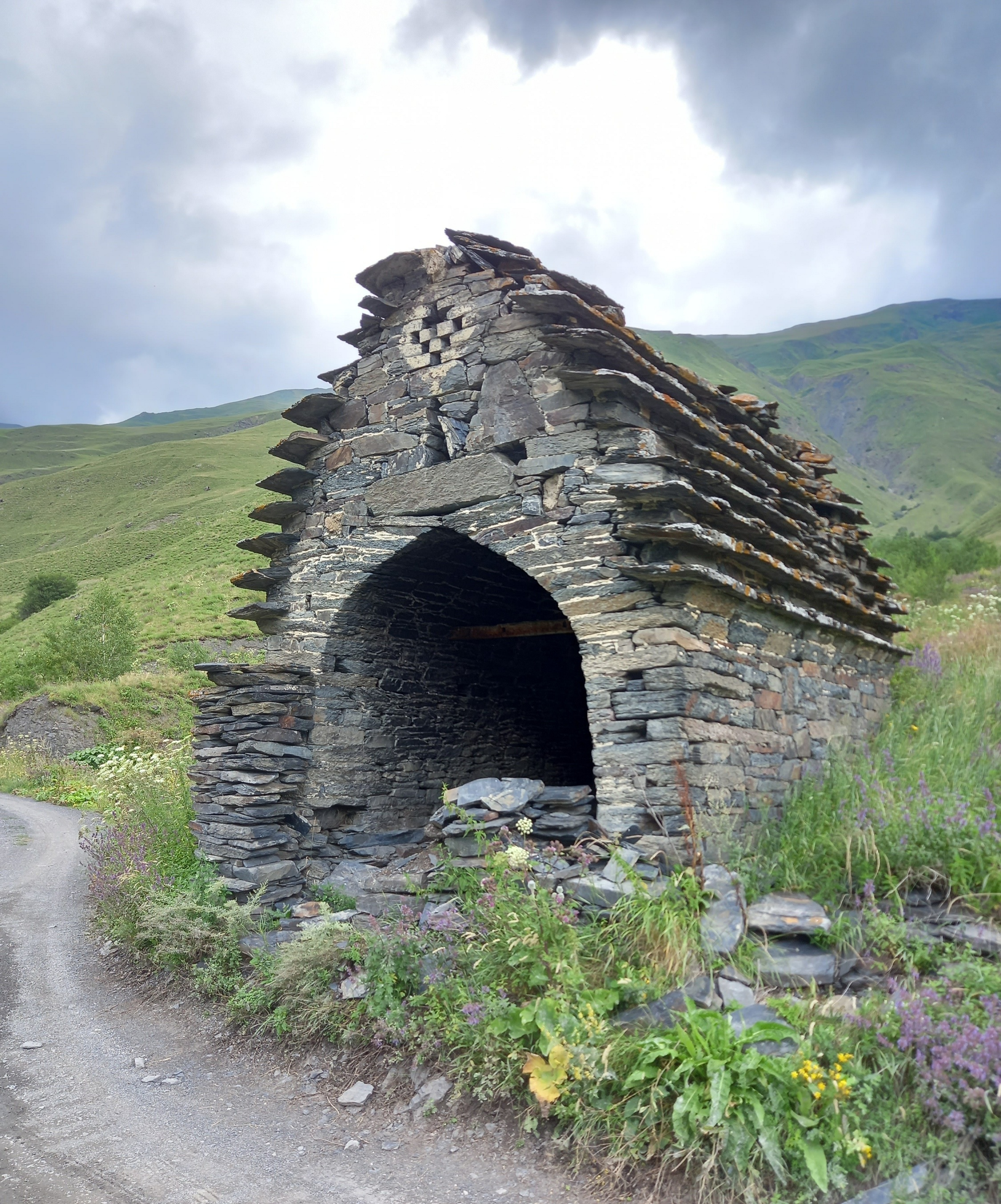
Тертийский кашков (Терти, 2021 г.).

3 сентября 1985 года представителем Государственной инспекции по охране памятников истории и культуры при Минкульте РСФСР (в подчинении Минкульта СССР) ГАП В. Е. Кулаковым была проведена паспортизация ряда памятников Чечено-Ингушской АССР, в том числе и развалин Терти, которым, как недвижимому памятнику истории и культуры СССР, был присвоен номер 2000000072 и название «Ансамбль селения Терти».
После выселения чеченцев в 1944 году многие их горные селения были разрушены и разграблены, однако, в Терти хорошо сохранился средневековый башенный комплекс, а также некрополь на южной окраине. На рубеже XX и XXI веков здесь насчитывалась одна боевая и более десяти жилых и полубоевых башен в традиционном чеченском стиле, а также несколько наземных каменных склепов, в том числе кашков — склеп-святилище с открытой поминальной камерой. Тертийский кашков крупнее обычных, кровля выполнена двускатной, пирамидально-ступенчатой, на фасаде нанесены углубления, в виде спиралей, ромбовидных и квадратных узоров, по краям и над входом склеп украшен каменными бараньими головами. Узоры на множестве строений в горных селениях Чечни относят к так называемой «чеченской петроглифике», в Терти зафиксированы петроглифы в виде крестов, круга с лучами и другие. Согласно Л. М. Ильясову, полевые материалы позволяют предположить, что в кашковах совершались культовые обряды, в том числе ритуал поминовения (нахск. кашмарт — «могильная трапеза»).

## Галерея
Сохранилось множество фотосвидетельств истории селения, например, одними из авторов фотографий Терти сделанными в советский период были чеченский писатель Э. А. Мамакаев и русский фотограф, журналист И. А. Пальмин. Несколько фото селения имеются в довоенной работе немецкого этнолога и географа Б. Плечке. В наши дни фотографии Тетри можно найти в работах Л. М. Ильясова и на сайте А. А. Берсаева и Т. Агирова «Открытый Кавказ» (37 фото и 3 панорамы).

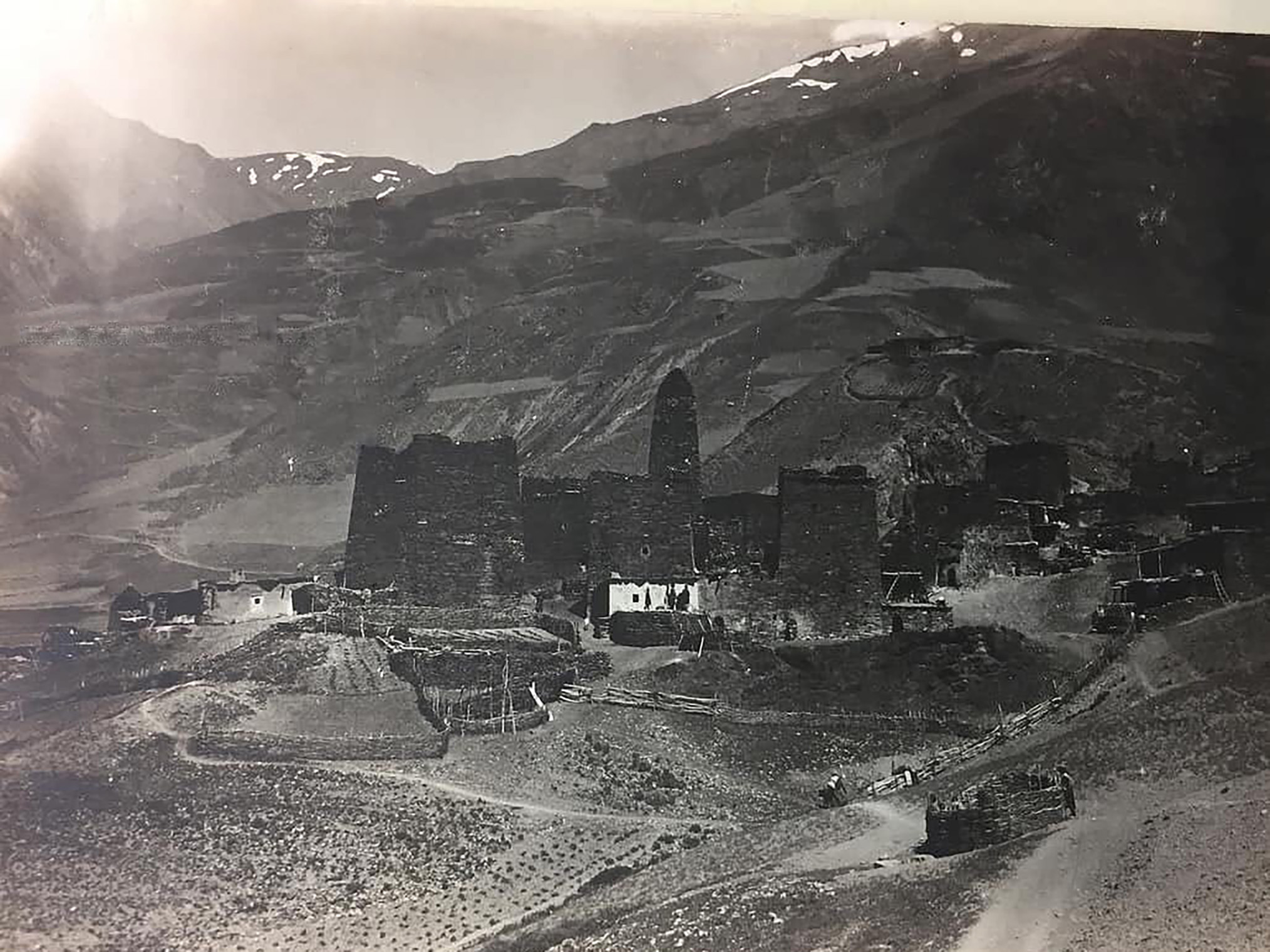
Неизвестный автор, 1913 г.
Из работы Б. Плечке, 1927—1928 гг.